# Batteriewechselstation

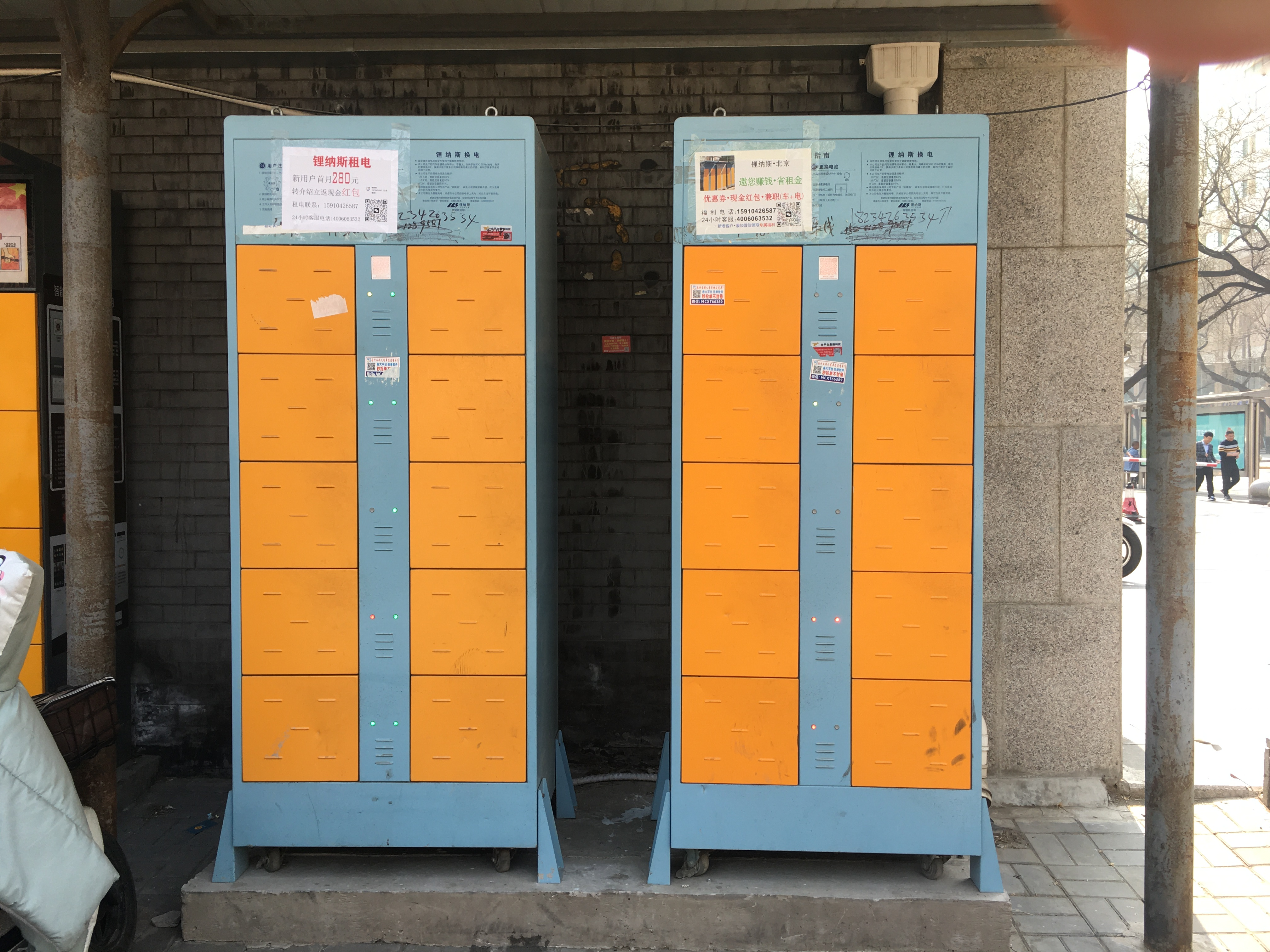
Batteriewechselstation für Elektromotorroller in Peking

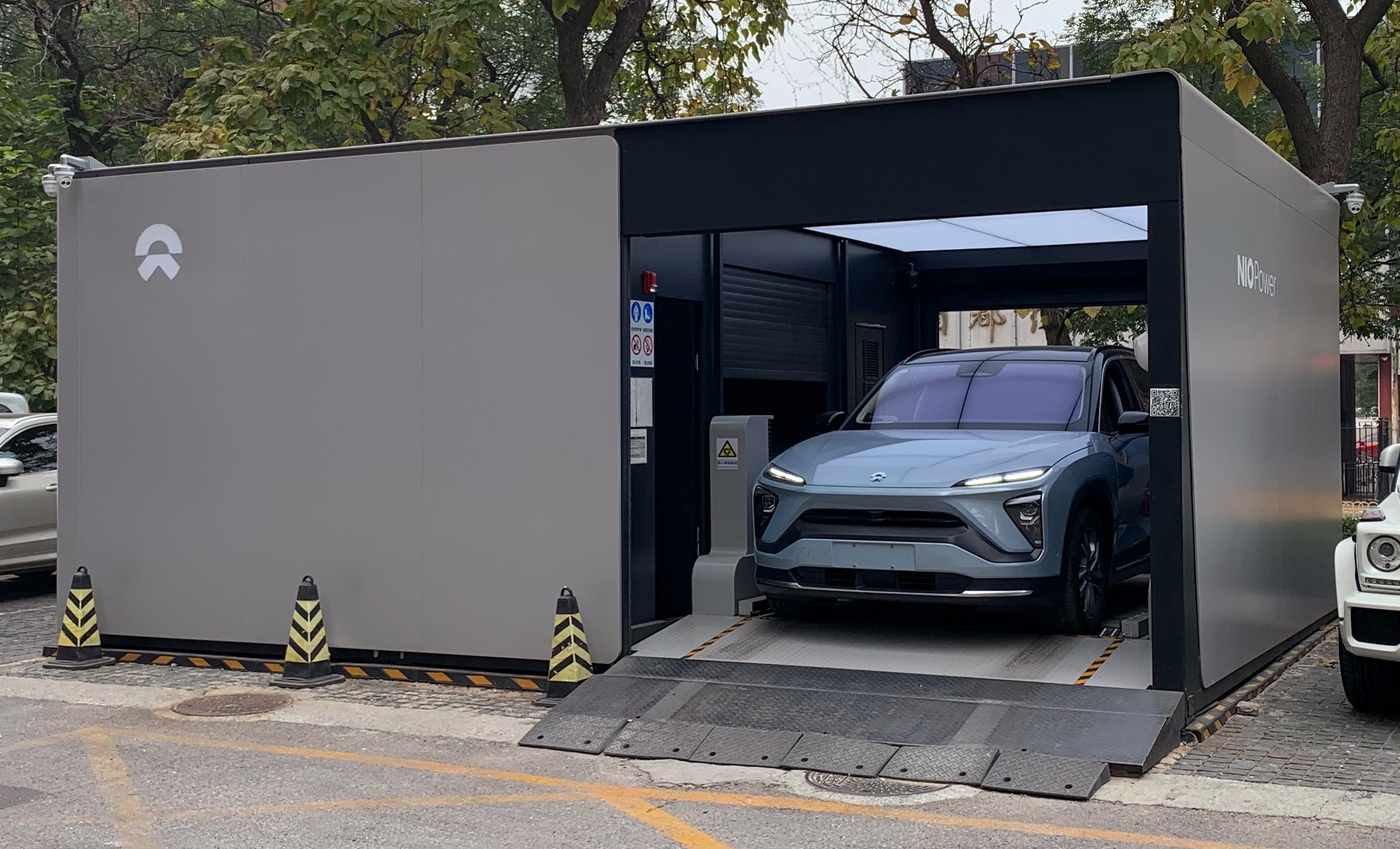
Batteriewechselstation von Nio in China

Eine Batteriewechselstation ermöglicht es Elektrofahrzeugen, eine leere Antriebsbatterie gegen eine volle auszutauschen, anstatt das Fahrzeug an einer Ladestation aufzuladen. Der Wechsel ist innerhalb weniger Minuten möglich und bietet dem Fahrer einen Zeitvorteil gegenüber dem Aufladen. Energiepolitisch attraktiv ist einerseits die netzverbundene Bevorratung der Wechselbatterien in übers Land verteilten Servicestationen als Batteriespeicher und andererseits die Enthemmung der Weiterentwicklung der Batterietypen, da die Fahrzeuge nicht mehr an einen Typ gebunden bleiben bzw. mit diesem veralten. Ein Batteriewechselsystem setzt standardisierte Bauformen, Anschlüsse und eine entsprechend genormte Aufnahme an den Fahrzeugen voraus. Batteriewechselsysteme sind vor allem aus dem industriellen Bereich bei Flurförderfahrzeugen wie Gabelstaplern bekannt, finden aber bei Elektromotorrollern und PKW zunehmende Verbreitung.
Spezielle Ladestationen sind insbesondere bei Elektromotorrollern eine Maßnahme zur Eindämmung von Brandgefahren, da sich viele Akkubrände beim Aufladen der Batterien ereigneten.

## Wirtschaftlichkeit
Primäre Wirtschaftsgrundlage der Wechselstationen sind Einnahmen aus netzdienlicher Energiepufferung und Energiespekulation einerseits, sowie Vermietung der Tauschbatterien, Tauschservice und Verrechnung der Energieentnahme an Konsumenten andererseits.

## Komponenten
In der Norm DIN IEC/TS 62840-1 werden die Komponenten und Funktionen einer Batteriewechselstation benannt:
- Austausch von Batteriepaketen
- Lagerung von Batteriepaketen
- Laden und Kühlen von Batteriepaketen
- Prüfung, Instandhaltung und Sicherheitsmanagement von Batteriepaketen

Voraussetzung nicht nur für die Bewirtschaftung von Wechselbatterien ist ein digitaler Gerätepass, der „historische“ Logbucheinträge wesentlicher Betriebsfälle und charakterisierende Daten der individuellen Batterie ausweist und laufend weiter protokolliert. Dazu wird ein digitaler Produktpass und der bislang nur umweltpolitisch motivierte und über ein europäisches Förderprojekt 2024 nur vorentworfene Batterypass als Standard unerlässlich.
Ein vollständig informatives Logbuch ist unerlässliche Vorbedingung für die sichere und rechtssichere Bewirtschaftung von Batterien.

## Geschichte von PKW-Lösungen

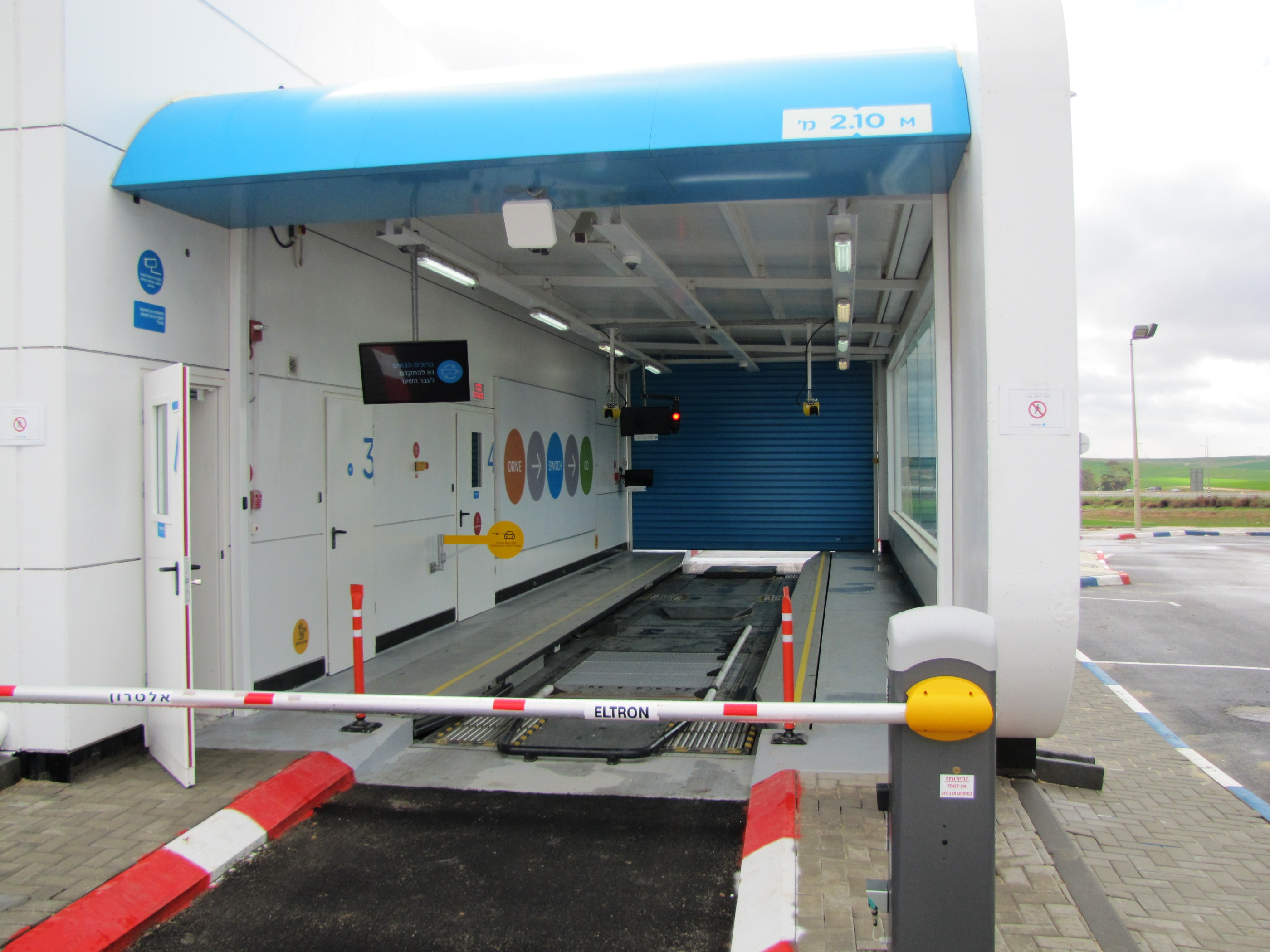
Batteriewechselstation von Better Place in Israel

Erster Anbieter einer solchen Lösung für PKW war das 2007 gegründete Unternehmen Better Place, die das Akkutausch-Konzept in Israel und Dänemark realisierte, bis es infolge mangelnder Rentabilität 2013 Insolvenz anmeldete. Auch beim Tesla Model S war ein Batteriewechsel vorgesehen und in Erprobung. Die Lösung wurde vor allem umgesetzt, um Umweltauflagen der CARB zu erfüllen und Fördermöglichkeiten in den USA zu nutzen. Im Juni 2015 berichtete Musk über ein schwaches Kundeninteresse und meinte, dass ein Weiterverfolgen des Konzepts unwahrscheinlich sei. Ende 2016 wurde die Prototyp-Batteriewechselstation geschlossen und berichtet, dass ein Akkuwechsel dort im Durchschnitt 7 Minuten gedauert habe und unter menschlicher Mitwirkung erfolgte.
Während der Olympischen Sommerspiele 2008 in Peking wurde für die rund 60 Elektrobusse eine Batteriewechselstation betrieben, in der den Bussen die leeren Akkus entnommen und aufgeladene wieder eingeschoben wurden. Diese Station hatte einen Stromanschluss von mehreren 100 kW. Weitere große Feldversuche gab es 2010 bei der Expo 2010 in Shanghai und den Asienspielen 2010. Mit der Akkuwechsel-Technologie wird jedoch nur ein kleiner Teil der 400.000 Elektrobusse betrieben, die 2018 weltweit im Einsatz waren. In China sind es einige wenige Großstädte, in denen Busse mit dieser Technik eingesetzt werden.
Von dem BAIC-Tochterunternehmen BJEV wird dies in Beijing für Taxis propagiert; dabei soll der Wechselvorgang drei Minuten dauern. Seit 2018 wird von BJEV ein PKW mit der Option angeboten, mit einer monatlichen Pauschale einen unbeschränkten Batterietausch nutzen zu können, wodurch der Anschaffungspreis unter den eines Verbrennerfahrzeugs fallen kann. Beide Unternehmen arbeiten mit Aulton zusammen, einem 2016 gegründeten Unternehmen, das die Akkuwechsel-Patente und -Technologie bündelt. Im September 2019 nahm die INFRAMobility-Dianba GmbH in Berlin am Westhafen die erste europäische Aulton-Wechselstation in Betrieb.
Der chinesische Elektroautohersteller Nio begann 2018, ein Netz von Batteriewechselstationen in China aufzubauen. Das Netz umfasste im Januar 2021 170, im Dezember 2022 1.294 und im Februar 2025 3.106 Stationen. In Europa bestanden im Dezember 2022 zehn Batteriewechselstationen: je drei in Norwegen und den Niederlanden und je zwei in Schweden und Deutschland. Bis Ende 2023 sollte deren Zahl europaweit auf 120 steigen. Ende April 2024 gab es in Deutschland 15 Stationen (siehe Nio-Artikel), weitere sind im Bau. Zur Beschleunigung des Ausbaus sollen bis zu 20 Schnellladeparks des EnBW-HyperNetz auch den Akkuwechsel anbieten.
Der nordamerikanische Hersteller Ample bietet vollautomatische Batteriewechselstationen an und baut zunächst in Madrid seit Dezember 2023 ein Netz von Wechselstationen für den Fiat 500 auf.
Seit Mai 2025 sind die ersten Elektroautos mit Wechselakku von CATL unterwegs. Tausend Autos vom Typ Changan Oshan 520 wurden an ein Taxiunternehmen in Chongqing, der weltgrößten Stadt mit 32 Millionen Einwohnern, ausgeliefert. In den Autos sind austauschbare Choco-SEB-Akkus verbaut. Das Auto wird in China für 166.800 Yuan (etwa 20.000 Euro) verkauft. Die Reichweite des Autos liegt bei 515 Kilometern. In einer Wechselstation von CATL soll der Akku in 100 Sekunden austauschbar sein. Lange Zeit war Nio der einzige Serien-Anbieter mit Wechselakkus auf dem Markt. CATL möchte in China 30.000 Tauschstationen errichten. Auch hat CATL Wechselakkus für Elektrolastkraftwagen vorgestellt.

## Ladezeit im Vergleich zur Tauschzeit
Begrenzender Faktor für Wechselstationen ist neben der Tauschzeit allenfalls die Anzahl hinreichend geladener Batterien im lukrativ netzdienlich bewirtschafteten Stationsvorrat. Eine Wiederaufladung von Tauschbatterien kann wahlweise aus der aktuellen Stationskapazität oder dem Netzanschluss gespeist werden. Die für Batteriewechsel notwendige Netzanschlussleistung reduziert sich daher mindestens auf das Mittel der ausgelieferten Batterieladungen im Betrachtungszeitraum, sobald die Anzahl der Batterien im Stationsvorrat hinreichend groß ist, um interne Bedarfsspitzen zu puffern. Im Jahr 2016 dauerte ein Akkuwechsel im Durchschnitt 7 Minuten.
Im Jahr 2024 konnten Elektroautos in 10 Minuten von 10 auf 80 Prozent aufgeladen werden (siehe Ladedauer beim Elektroauto und Li Xiang Mega). Im März 2025 stellte BYD ein neues Ladesystem vor, bei dem 470 km Reichweite in fünf Minuten geladen werden kann. Damit wird die Dauer eines Ladevorgangs beim Elektroauto vergleichbar mit der Dauer eines Tankvergangs beim Verbrennerauto. (siehe auch Super e Platform von BYD)

## Kritik

### Proprietäre Lösungen
Die bisherigen Batteriewechselsysteme für PKWs sind proprietäre Lösungen. Eine herstellerübergreifende Nutzung ist nicht möglich.

### Bevorratung und Aufladung der Batterien
Einen Akku in wenigen Minuten tauschen zu können setzt voraus, dass jederzeit für alle eintreffenden Kunden ein voll geladener Akku vorhanden ist und an der Tauschstation bereitsteht. Es müssen also bei einer angenommenen Ladezeit von 2 Stunden und einer Tauschzeit von 5 Minuten an jeder Tauschbühne 12 Akkus pro Stunde bereitstehen und insgesamt 24 Akkus an der Ladestation hängen. Eine Wechselstation mit 5 Tauschbühnen muss also gleichzeitig 120 Akkus laden bzw. vorhalten, um eine effiziente Nutzung auch zu Spitzenzeiten gewährleisten zu können. In diesem Beispiel mit 100-kWh-Akkus müsste die Anschlussleistung der Wechselstation im ungepufferten Ladebetrieb 0,5 Megawatt betragen.